# Zamek w Bouzovie
Zamek w Bouzovie (czes. hrad Bouzov, niem. Burg Busau) – zabytkowy średniowieczny zamek, położony w Czechach w miejscowości Bouzov na Morawach. Od 3 maja 1958 r. chroniony jako zabytek kultury (cz. kulturní památka; nr rej. ÚSKP 20903/8-1773), zaś od 15 lipca 1999 r. jako narodowy zabytek kultury (cz. národní kulturní památka; nr rej. ÚSKP 236).

## Historia zamku

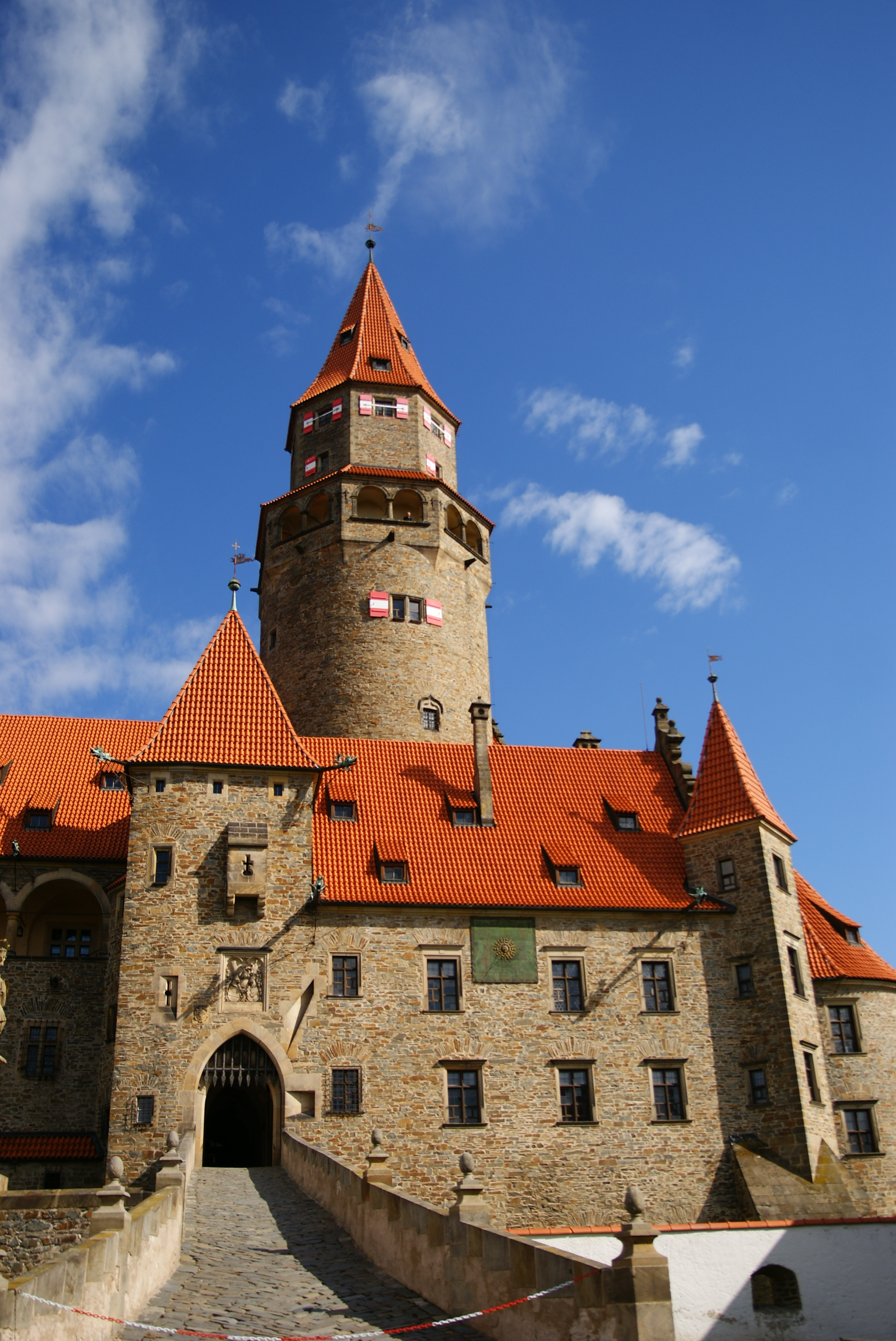
Wejście z herbami Habsburgów i zakonu krzyżackiego

Świadectwa historyczne wskazują na istnienie zamku na wzgórzu w Bouzovie już na początku XIV w. Pierwszym udokumentowanym właścicielem był bliżej nieznany Buz z Buzova – wzmianka o nim pochodzi z 1317 r. W ciągu kilku następnych stuleci zamek często zmieniał właścicieli. W II poł. XIV w. należał do księcia Jodoka z Moraw, bratanka Karola IV. W XV w. własność przeszła na ród władców Kunštátu, z którego pochodził m.in. czeski król Jerzy z Podiebradów (niektórzy historycy sugerują nawet, że urodził się on właśnie na zamku w Bouzovie). W 1558 r. zamek spalił się. W 1696 r. zamek zakupił wielki mistrz zakonu krzyżackiego, ówczesny biskup wrocławski Franz Ludwig zu Neuburg. Posiadłość pozostała w rękach zakonu aż do 1939 r., kiedy to została skonfiskowana przez narodowych socjalistów. Po II wojnie światowej zamek – zgodnie z postanowieniami dekretu Edvarda Beneša – nie wrócił już do dawnych właścicieli.
Kompleks zamkowy składa się z trzech części: zamku wewnętrznego, zamku dolnego powstałego w miejscu podgrodzia i rozbudowanych umocnień wejściowych, połączonych dwoma kamiennymi mostami. Zamek wewnętrzny powstał w wyniku rozbudowy pierwszego obiektu typu bergfriedu, wzniesionego przed 1317 r. Współczesny romantyczny wygląd zamek zawdzięcza przebudowie z lat 1895-1910 zgodnie z projektem Georga von Hauberrissera, profesora Akademii Sztuk Pięknych w Monachium. Celem przebudowy było odtworzenie typowej, średniowiecznej architektury.
Zamek służy często za plener filmowy. Nakręcono tu m.in. znaną również w Polsce serie baśni filmowych włoskiego reżysera Lamberta Bavy o księżniczce Fantaghiro.  W 2004 r. nakręcono tu niemiecki film Fabryka zła (Napola – Elite für den Führer).

## Galeria

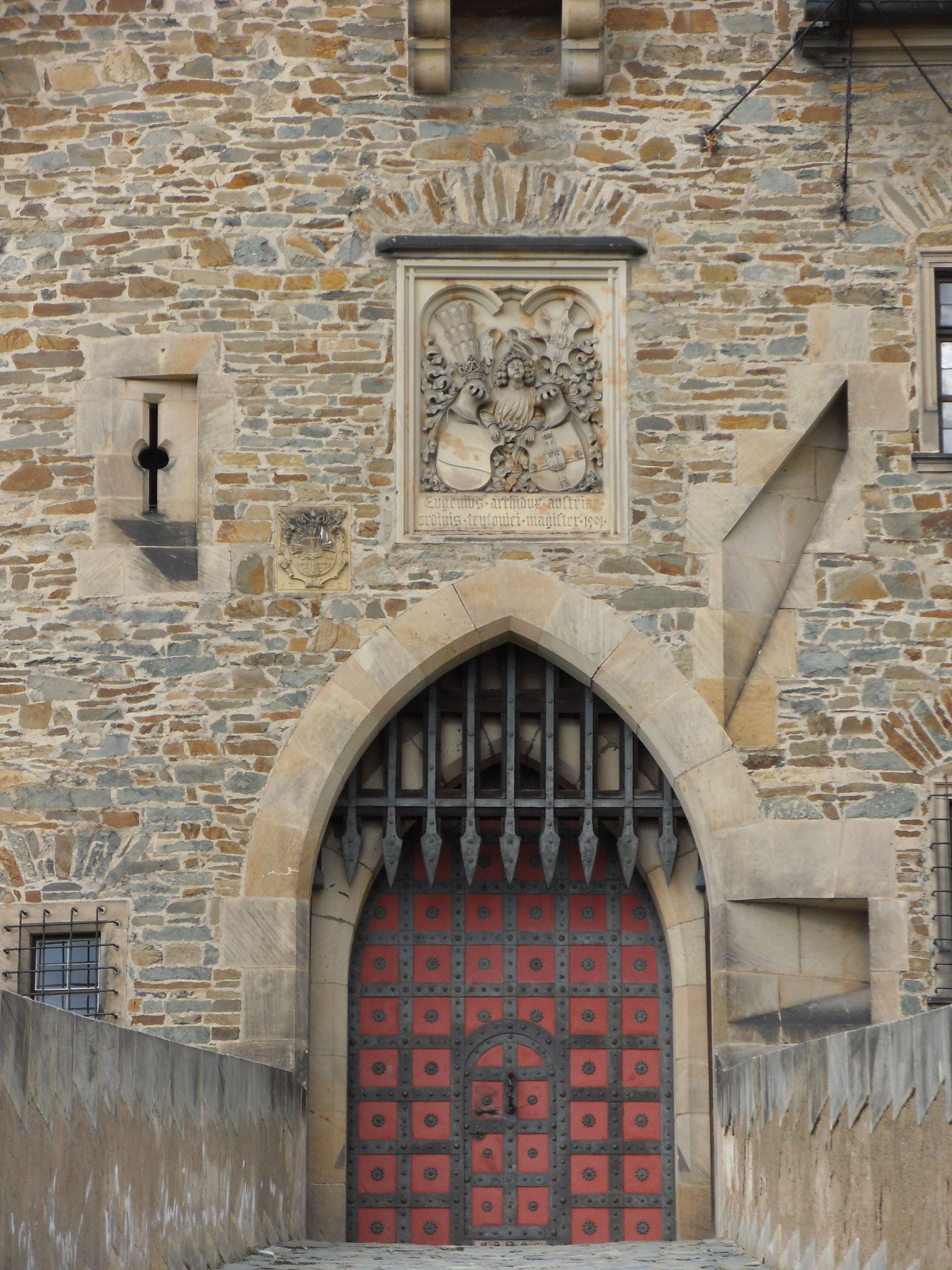
Wejście z herbami Habsburgów i zakonu
Herb Habsburgów (tarcza)
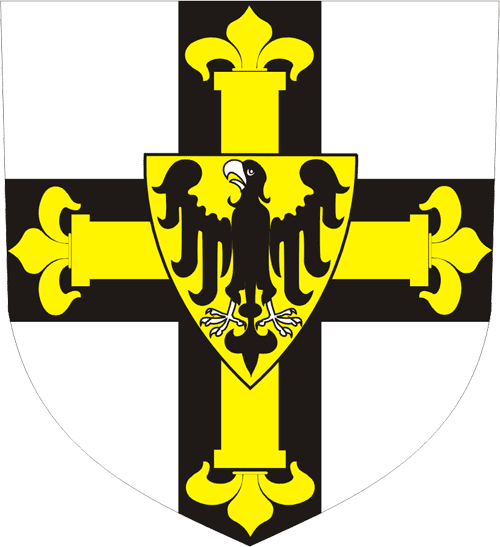
Herb wielkich mistrzów zakonu krzyżackiego
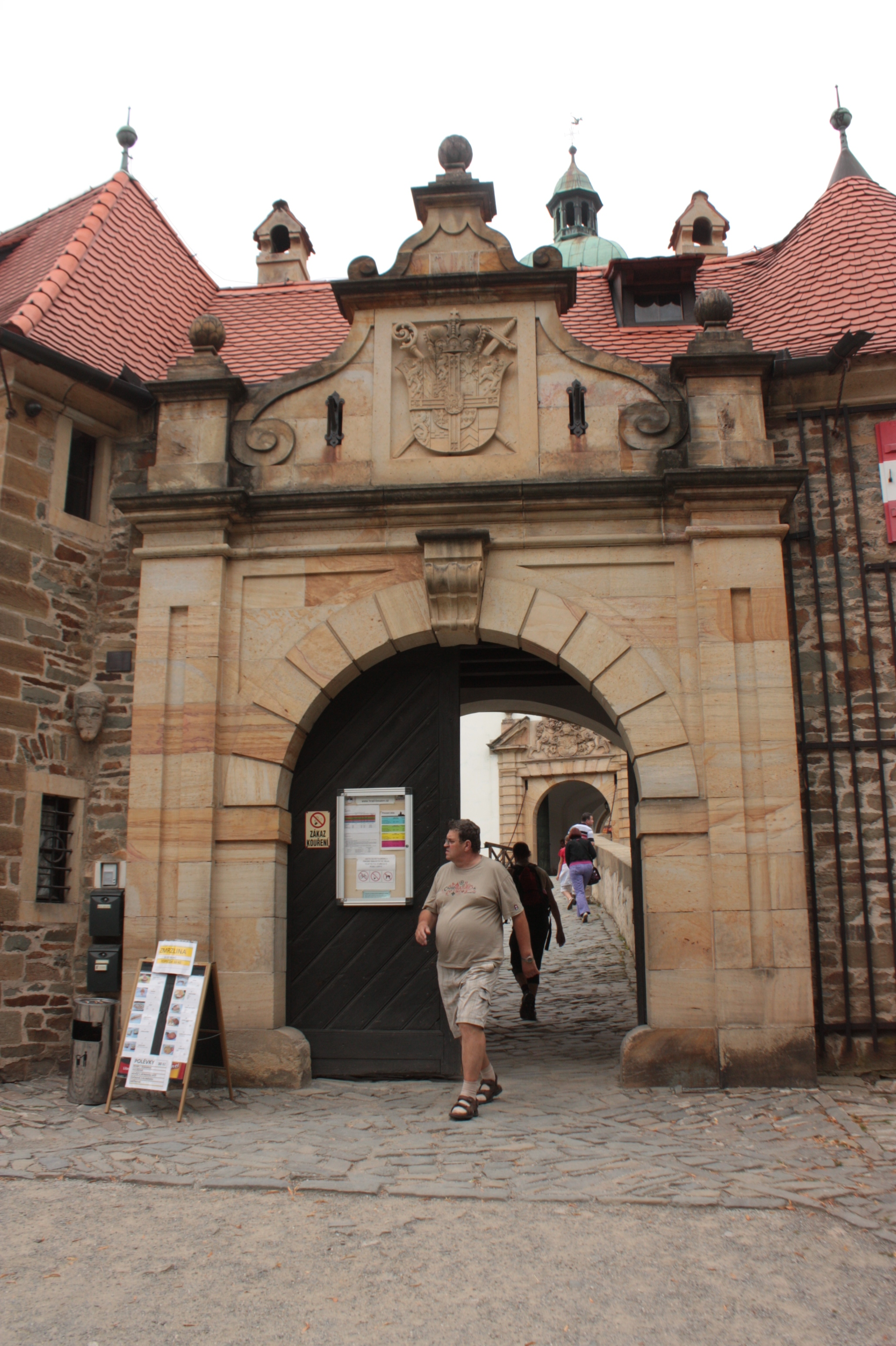
Wejście z herbem Pfalz-Neuburg
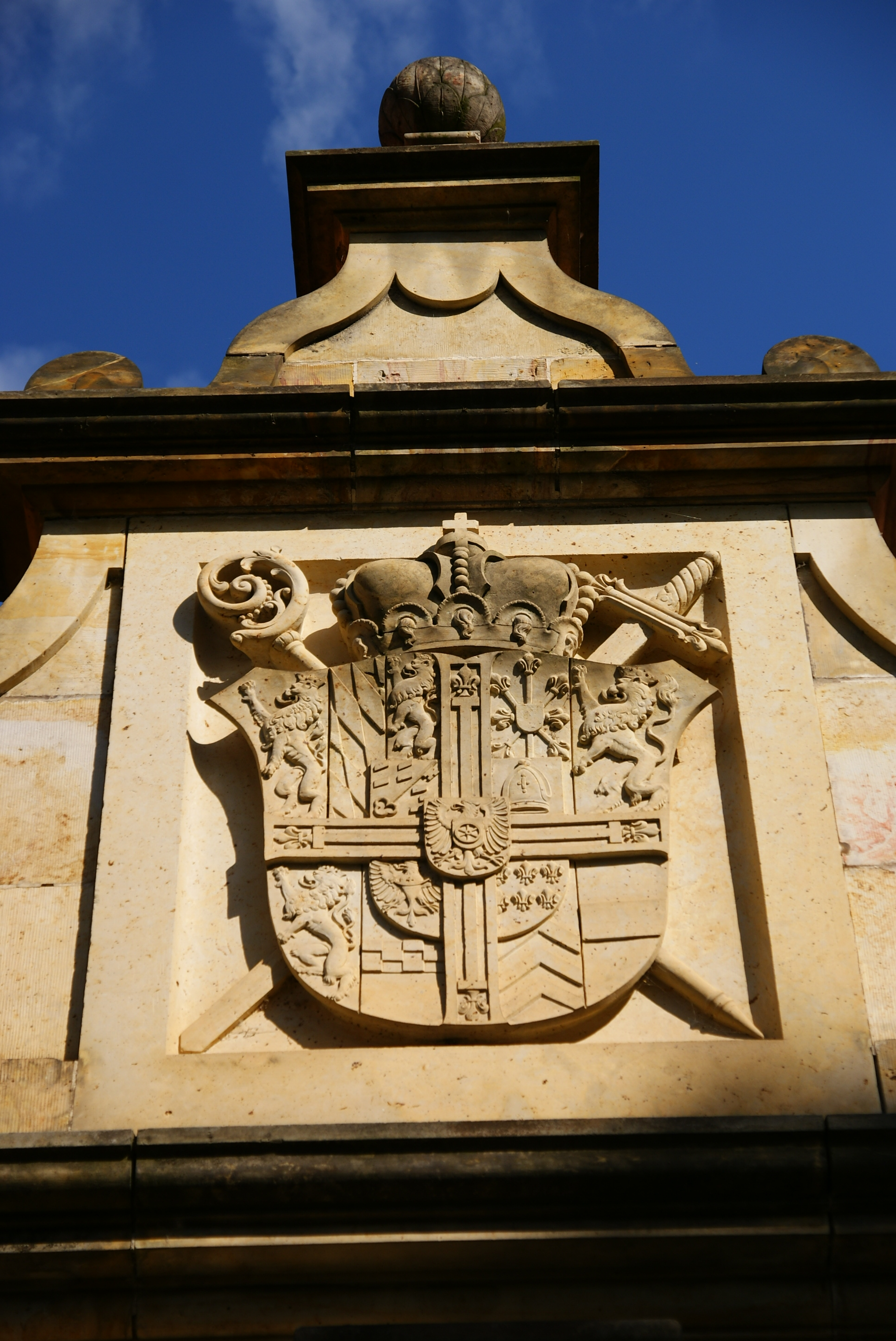
Herb Pfalz-Neuburg
Herb Pfalz-Neuburg (odmiana)
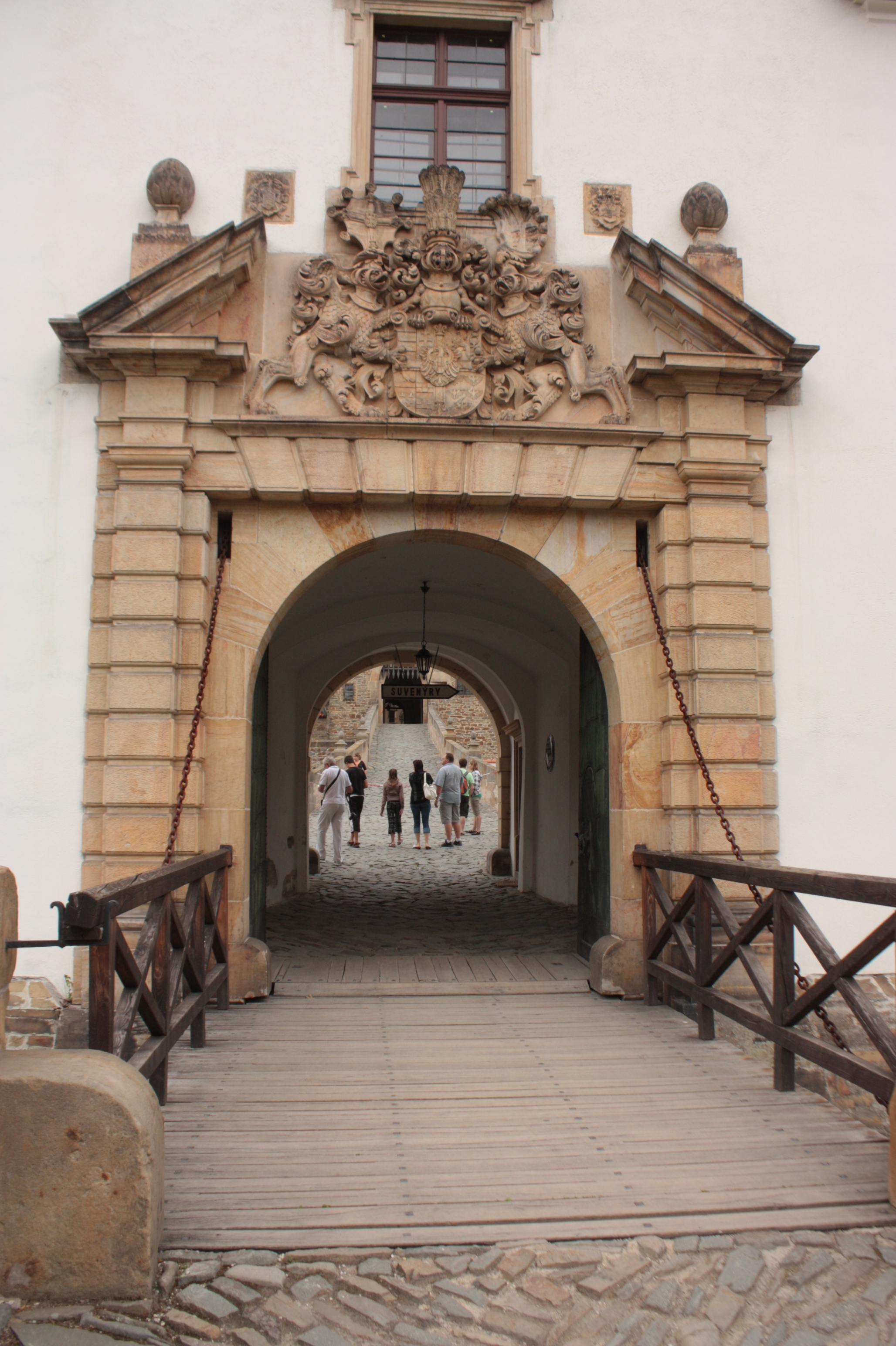
Wejście z herbem Eugeniusza Habsburga
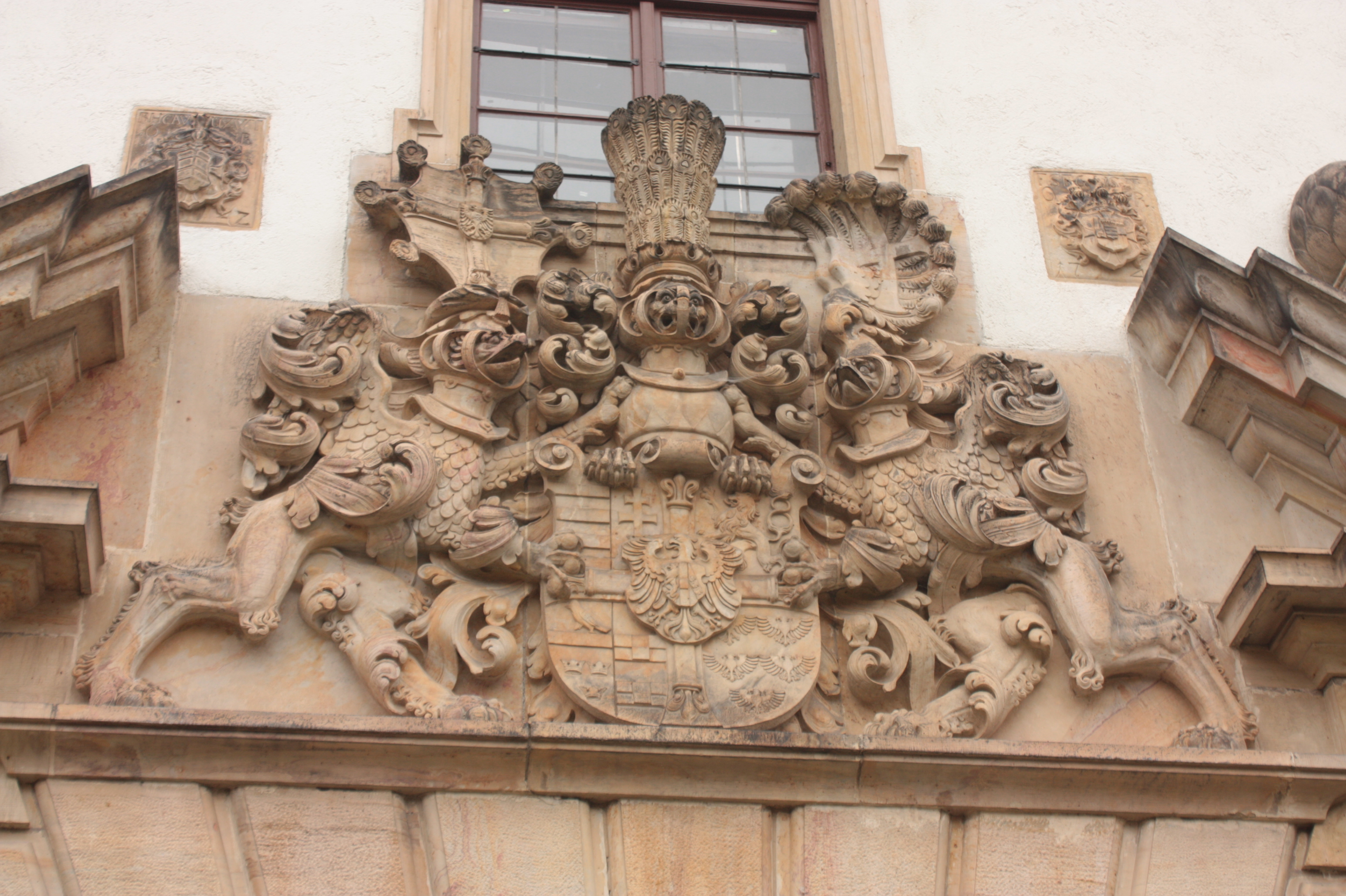
Herb Eugeniusza Habsburga
Herb Eugeniusza Habsburga